# Didem Balçın
 (février 2020).
Si vous disposez d'ouvrages ou d'articles de référence ou si vous connaissez des sites web de qualité traitant du thème abordé ici, merci de compléter l'article en donnant les références utiles à sa vérifiabilité et en les liant à la section « Notes et références ».
Didem Balçın, née le 18 mai 1982 à Ankara, est une actrice turque.

## Biographie
Elle est diplômée de la Faculté de langue, d'histoire et de géographie de l'Université d'Ankara, Département de théâtre. Après avoir obtenu son diplôme, elle est venue à Istanbul et a joué des rôles dans des films et des publicités dans diverses séries.
Tout d'abord, elle a travaillé dans la pièce Ateşin Düştüğü Yer du Théâtre Levent Kırca. Il a fondé son propre théâtre en 2009 avec Nergis Öztürk.
Elle a partagé le prix Li̇ons de la meilleure comédienne avec son partenaire dans la comédie Bunu Yapan İki Kişi. L'actrice à succès, qui a participé à de nombreuses pièces de théâtre au cours des années suivantes, a fondé la compagnie Doda Sanat Eğitim Danışmanlık Yapım en 2011 avec sa sœur aînée Özlem Kunduracı.
Père et mère travaille également à TRT Radio Nur Balci a représenté la Turquie dans un concours de beauté organisé par le Japon en 1975.
Elle se fait connaitre en 2014 grâce à la célèbre série, Diriliş: Ertuğrul, en interprétant Selçan Hatun.

## Filmographie

### Théâtre
- 2002 : Bernarda Alba'nın Evi
- 2003 : Ay Carmela
- 2003 : Kafkas Tebeşir Dairesi
- 2005 - 2007 : Ateşin Düştüğü Yer
- 2007 : Gereği Düşünüldü
- 2014 : Parkta Güzel Bir Gün
- 2016 : En Kısa Gecenin Rüyası

### Cinéma
- 2007 : Hayattan Korkma de Berrin Dağçınar : Tuğba
- 2009 : Başka Dilde Aşk de İlksen Başarır : Leyla
- 2010 : Çakallarla Dans de Murat Şeker : Fatma
- 2012 : Çıkış Noktası : Nil
- 2012 : Açlığa Doymak de Zübeyr Şaşmaz : Burcu
- 2012 : Göl Zamanı de Cafer Özgül : Şahika
- 2012 : Çakallarla Dans 2: Hastasıyız Dede de Murat Şeker : Fatma
- 2013 : I II III IV - (Court-métrage) : Ebru
- 2014 : Gulyabani de Orçun Benli : Yasemin
- 2014 : Çakallarla Dans 3: Sıfır Sıkıntı de Murat Şeker : Fatma
- 2014 : Oflu Hoca'nın Şifresi de Adem Kılıç : Asiye
- 2016 : Çakallarla Dans 4 de Murat Şeker : Fatma
- 2018 : Çakallarla Dans 5 de Murat Şeker : Fatma

### Télévision
- 2003 : Gurbet Kadını : Gülnaz
- 2003 : Serseri Aşıklar : Yeliz
- 2005 : Rüzgarlı Bahçe : Menekşe
- 2006 : 29-30 : Bilge
- 2006 : Gözyaşı Çetesi : Mine
- 2007 : Gurbet Yolcuları : Seher
- 2007 : Sevgili Dünürüm : Didem
- 2009 : Kasaba : Iraz
- 2009 : Olacak O Kadar : Sunucu
- 2010 : Kadınları Anlama Kılavuzu : Özge
- 2011 : Farklı Desenler : Duygu
- 2011 : Firar : Gönül
- 2014 - 2019 : Diriliş: Ertuğrul : Selçan Hatun
- 2018 : Meleklerin Aşkı : Melike Çekilmez
- 2019 - : Kuruluş: Osman : Selçan Hatun